# 春賀站
春賀站（日语：／ Haruka eki */?）是位在日本愛媛縣大洲市、隸屬於四國旅客鐵道（JR四國）的鐵路車站。車站編號為S16。現時只停靠普通列車。
愛媛鐵道時代，曾經設置過同名車站，但位置與現時地並不相同。

## 車站結構

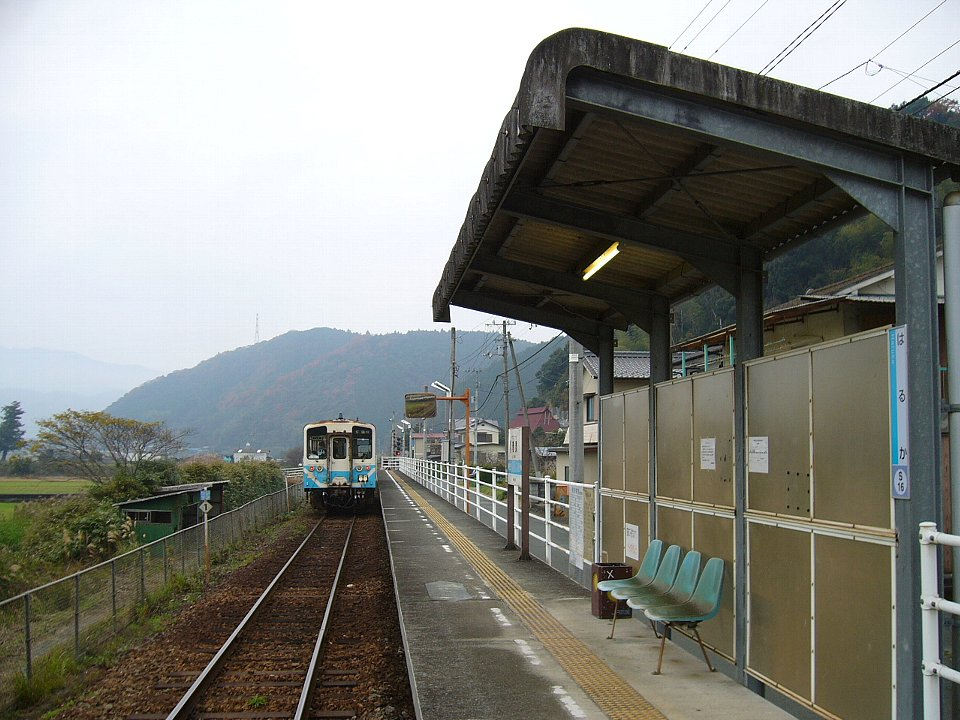
春賀站月台（2006年）

採用簡易車站模式運作，自開站以來均沒有設置站舍。
設有側式月台1個，為列車不可交換月台，有效月台為4輛。出入口設於末端向五郎站方向，為無障礙斜道。旁邊設有蓋候車亭及座椅。
列車停靠時，往松山方向為右側開門；往伊予大洲方向為左側開門。

### 月台配置
| 路線                    | 方向 | 目的地                       |
| ----------------------- | ---- | ---------------------------- |
| ■予讚線（愛之伊予灘線） | 上行 | 伊予市、松山方向             |
| ■予讚線（愛之伊予灘線） | 下行 | 伊予大洲、八幡濱、宇和島方向 |

## 歷史
- 1961年10月20日：開業。
- 1987年4月1日：日本國鐵分割民營化，車站的營運由JR四國繼承。

## 相鄰車站
四國旅客鐵道（JR四國）
■予讚線（愛之伊予灘線）
八多喜（S15）－春賀（S16）－五郎（S17）